# Pinação

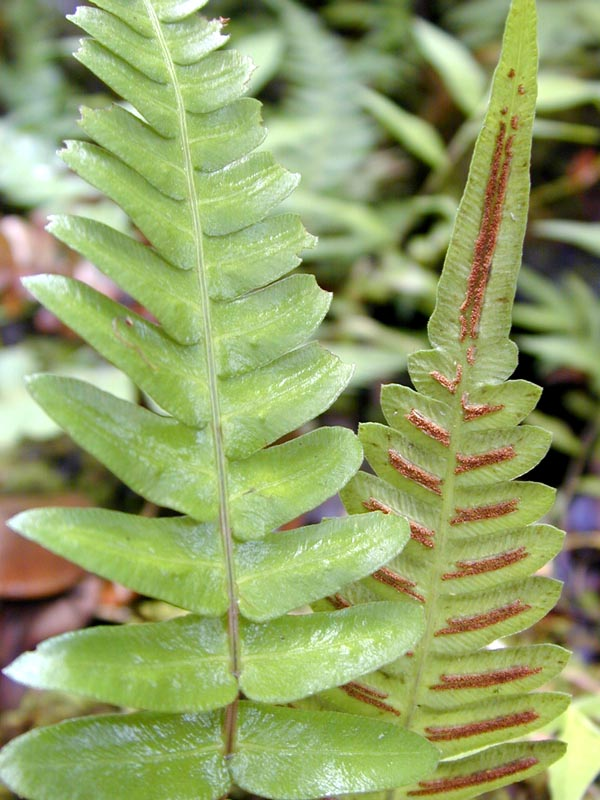
Fronde pinada (unipinada) de Blechnum appendiculatum.

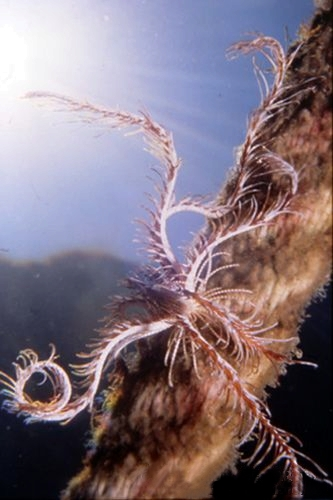
Estruturas pinadas do crinóide Antedon mediterranea.

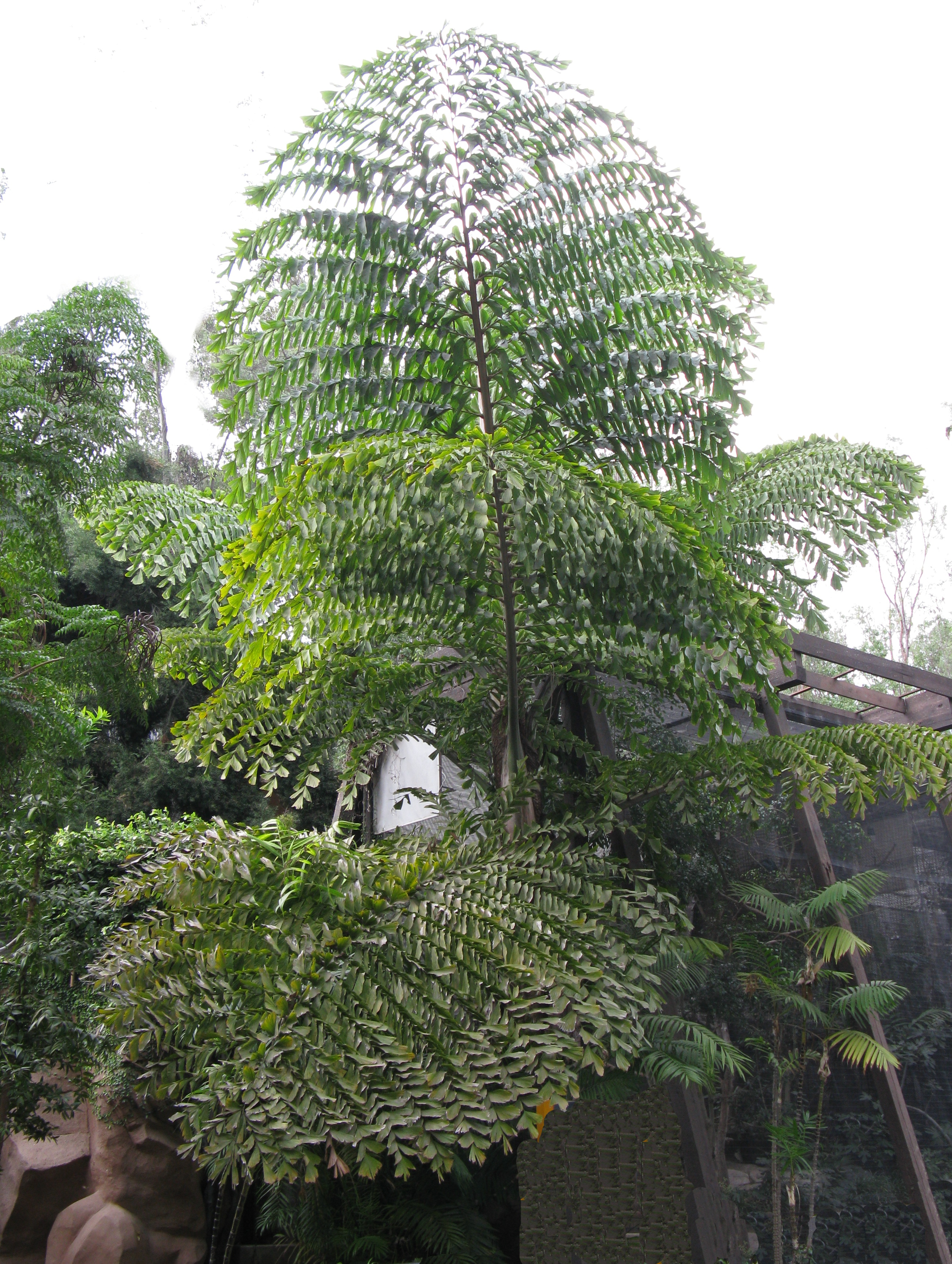
Folha bipinada de uma palmeira do género Caryota.

Pinado (do latim: pinna; "pena", através de pinnatus; com asas ou abas), por vezes grafado penado, é a designação dada em biomorfologia e em cristalografia a estruturas em forma de pena, ou seja que apresentam formas multi-divididas insertas num eixo comum. No campo da morfologia vegetal e animal, estas formas são comuns em folhas e frondes de plantas (por isso designadas como folhas pinadas), em penas de aves, tentáculos, antenas, brânquias e outros apêndices animais. Estas formas ocorrem igualmente em cristais, nomeadamente em algumas formas de gelo e em metais cristalizados, e em padrões erosivos sobre lodos, areias e outros materiais facilmente mobilizáveis pelas águas.
Um conceito semelhante é o de pectinado, denotando é um arranjo em forma de pente, resultante de inserção das estruturas apenas de um dos lados do eixo. Em botânica, o termo pinado é vulgarmente usado em contraste com palmado, sendo este utilizado quando as estruturas irradiam para fora a partir de um ponto comum.
Os termos pinado e penado são cognatos e, apesar de às vezes serem usados distintamente, não existe diferença consistente no significado ou uso das duas palavras.

## Botânica
O termo pinado, já empregado por Carlos Lineu, é utilizado no contexto da botânica para designar os órgãos foliáceos ou laminares que possuem folíolos mais ou menos numerosos, em qualquer caso sempre mais de três, inseridos ao longo dos lados de uma estrutura linear que forma um eixo principal, designado por ráquis, formando uma estruturas semelhante a plumas.
A utilização do termo para descrever uma grande variedade de formas, levou ao aparecimento do prefixo pinati- com o qual se compõem distintos termos relacionados com as folhas:
- Folhas pinaticompostas: são as folhas que se estruturam de forma pinada, ou seja, folhas compostas com numerosos folíolos ao longo do ráquis, as quais podem ser:[7]
  - Imparipinadas: possuem um último folíolo que remata o extremo distal do ráquis, pelo que o seu número é ímpar.[9][10]
  - Paripinadas: sem folíolo terminal, pelo que o número de folíolos é par. Pode terminar em gavinhas (folha cirrosa), numa pequena arista ou outras estruturas.[11] São paripinadas as folhas da alfarrobeira e da aroeira, por exemplo.[12]
  - Opositipinadas: os folíolos dispõem-se de forma oposta ao longo do ráquis, os folíolos partem do mesmo ponto de inserção no ráquis.[13]
  - Alternipinadas: os folíolos inserem-se de forma alterna ao longo do ráquis, inserindo-se em cada dois de um lado e outro do lado oposto.[14]
- Pinatidividido: órgão foliáceo dividido ao longo de nervuras pinadas.[7]
- Pinatífido: órgão foliáceo pinado com margem fendida pelo menos até meio do limbo foliar.[7][8]
- Pinatinervura: nervura do órgão foliáceo composto por um eixo central e nervuras secundárias que partem de ambos os lados daquele. É o tipo de nervuras da grande maioria das dicotiledóneas, cuja ramificação é monopódica e racemosa.[7]
- Pinatipartido: órgão foliáceo de nervura pinada com margem fendida até para além da metade do semilimbo, mas sem alcançar a nervura principal ou raquídeo.[7]
- Penatissecto ou penaticortado: órgão foliáceo de nervura pinada com margem tão fendida que alcança a nervura média.  As folhas com esta configuração são sempre folhas compostas. Por exemplo as folhas de Solanum lycopersicum (tomateiro), de Petroselinum crispum (salsa) ou de Foeniculum vulgare funcho). Contudo, as folhas de Taraxacum officinale (dente de leão), apesar de parecerem penatissectas, são runcinadas.[7][15]

Quando ocorra que uma folha, ou outro órgão laminar, se divida pinadamente e que cada galho ou folíolo seja por sua vez pinado, então o órgão é referido como bipinado. Se a divisão continua, pode ser tripinado. Neste caso, o prefixo é bipinati- ou tripinati-, de forma que podem ser bipinaticomposto (como sinónimo de bipinado), bipinatífido (duas vezes pinatífido), bipinatipartido (duas vezes pinatipartido), bipinatissecto (duas vezes penatissecto) e de igual forma se aplica com o prefixo tri-.
São bipinadas as folhas de plantas como Prosopis affinis, Acacia bonariensis, Acacia praecox ou Caesalpinia spinosa.

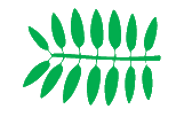
Folha pinaticomposta, paripinada e opositipinada.
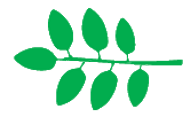
Folha pinaticomposta, imparipinada e alternipinada.
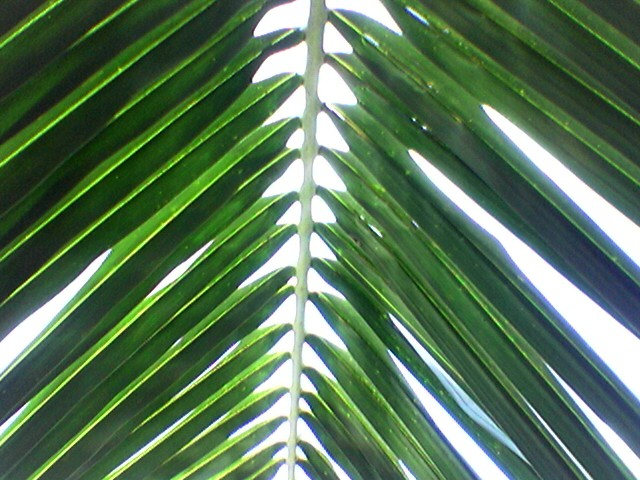
Folha de palma, pinatisecta.
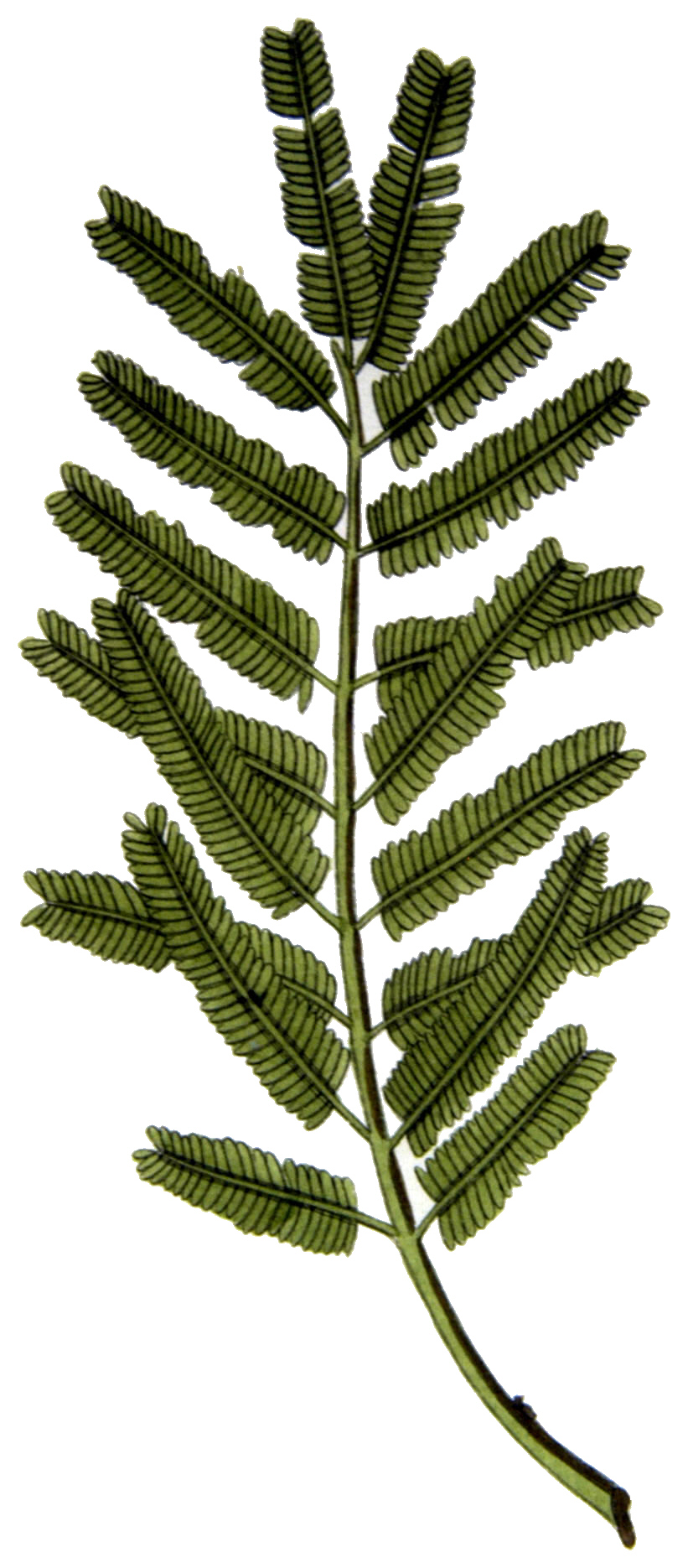
Folha bipinada de Acacia nilotica.